# Haverstraw
Haverstraw è un comune degli Stati Uniti d'America, situato nello stato di New York, nella contea di Rockland.